# كرايغ والاس (سياسي)
كرايغ والاس (بالإنجليزية: Craig Wallace)‏ هو سياسي أسترالي، ولد في 12 يونيو 1969 في أستراليا. حزبياً، نشط في حزب العمال الأسترالي. وقد انتخب عضو المجلس التشريعي ولاية كوينزلاند.